# Afgeluisterd
Afgeluisterd was een verzetsblad uit de Tweede Wereldoorlog, dat vanaf 6 juni 1944 tot en met 6 oktober 1944 in Putte, een dorp op de grens van Nederland en België, werd uitgegeven. Het blad verscheen dagelijks. Het werd de eerste twee weken getypt, maar vanaf 20 juni 1944 gestencild met een oplage van ongeveer 300. De inhoud bestond voornamelijk uit nieuwsberichten.
Dit verzetsblad werd begonnen op D-day, de dag van de geallieerde landingen in Normandië. Oprichter en hoofdredacteur was de journalist Johannes Petrus Augustinus Maria (Jan) J. Verdonck. Medewerkers waren Petrus Johannes Augustinus Maria (Piet) Verdonck, R. Jongstra en B. Vroklage. Na Dolle Dinsdag werd de oplage aanzienlijk verhoogd, omdat het blad toen ook in het nog niet bevrijde, geïsoleerde deel van Noord-België werd verspreid.
De gebroeders Verdonck waren een keer elk met 100 exemplaren in hun binnenzak op weg om de bladen te verspreiden toen zij werden aangehouden door beambten van het Devisenschutzkommando, maar wonderlijk genoeg werden zij niet gefouilleerd.
Na de bevrijding van Putte op 6 oktober 1944 werd de uitgave legaal voortgezet onder de titel 'De Zuidwesthoek'.

## Betrokken personen
- J. Verdonck
- P. Verdonck
- B. Vroklage
- R. Jongstra